# Gion Battesta Spescha

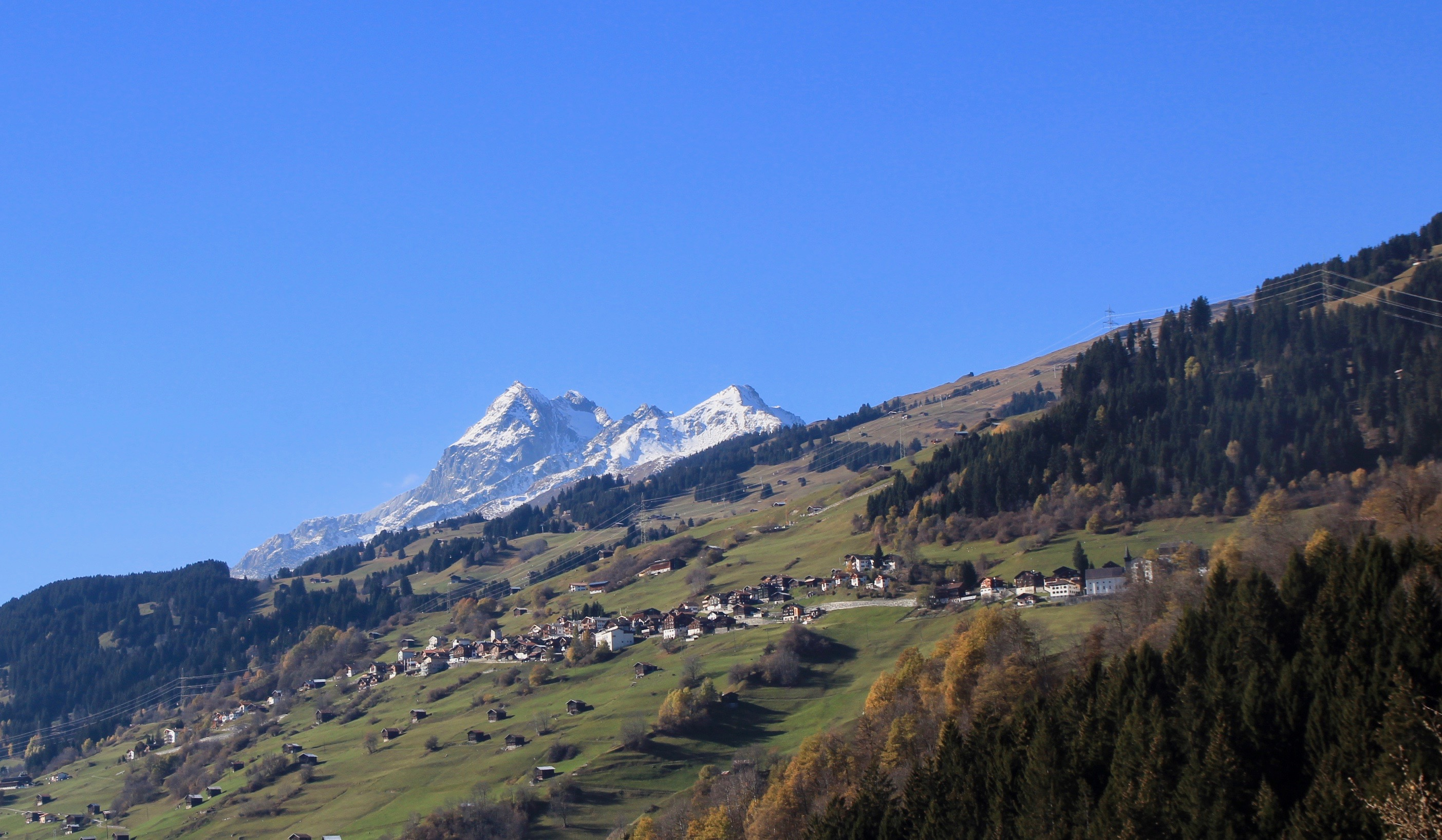
Blick auf Andiast (Geburtsort Speschas)

Gion Battesta Spescha (* 1944 in Andiast) ist ein Schweizer Lyriker, der im rätoromanischen Idiom Sursilvan schreibt.

## Leben
Gion Spescha kam 1944 in Andiast in der Surselva in einer Bauernfamilie zur Welt. Nach dem Besuch der Schulen in Andiast und Waltensburg/Vuorz absolvierte er eine Ausbildung zum Informatiker. Er lebt seither mit seiner Familie in Wädenswil am Zürichsee. 
In den 1970er Jahren publizierte er erste Gedichte in der Gasetta Romantscha und im Calender Romontsch. 2009 erschien sein erster Gedichtband, Smiulas, auf den zwei weitere Lyrikbände folgten. Seine Gedichte zeichnen sich durch eine Reduktion auf wenige, vieldeutige Worte und Zeilen aus. Seine jüngsten Gedichtbände hat Spescha zweisprachig (Sursilvan und Deutsch) angelegt.

## Werke
- Smiulas. Wädenswil 2009.
- Adina puspei / Immer wieder. Glarus / Chur 2017.
- Sault dalla diala / Tanz der Fee. Chur 2023.

| Personendaten    | Personendaten            |
| ---------------- | ------------------------ |
| NAME             | Spescha, Gion Battesta   |
| KURZBESCHREIBUNG | Schweizer Schriftsteller |
| GEBURTSDATUM     | 1944                     |
| GEBURTSORT       | Andiast                  |